# Il ritratto negato
Il ritratto negato (Powidoki) è un film del 2016 diretto da Andrzej Wajda. Si tratta del suo ultimo film, presentato il 10 settembre 2016 al Toronto International Film Festival, circa un mese prima della morte.

## Trama
Il film è una biografia di Władysław Strzemiński, pittore e teorico dell'arte polacco che, nella Polonia sovietizzata del dopoguerra, viene vessato dal regime perché non aderisce agli stereotipi del realismo socialista.
Strzemiński, di origine russa, diede al paese lustro con le sue opere pittoriche ma anche con il suo pensiero rivoluzionario, teorizzando, insieme alla consorte Katarzyna Kobro, anch’ella artista, l’unismo, che, muovendo da cubismo e suprematismo, concepiva unità organica di trama, colore e composizione. Tra il 1926 e il 1929 l’artista eseguì quadri su due colori e tonalità mentre in anni successivi (1930-34) lo sfondo acquisì colori vibranti che quasi anticipavano le ricerche ottico-cinetiche.
Strzemiński teneva all’accademia di Łódź frequentatissime e apprezzate lezioni nella sua bellissima Sala Neoplastica, ma il film ce lo racconta dal principio della sua parabola discendente, quando egli entra in collisione con il nuovo regime e i suoi canoni estetici. Al suo fiero rifiuto di uniformarsi consegue l’emarginazione. Le lezioni in facoltà sono sospese e gli è vietata qualsiasi occupazione alternativa, mentre i suoi quadri esposti subiscono seri danni in un blitz vandalico, ordito naturalmente dal partito al potere.
Tuttavia, pur menomato (privo di un braccio e una gamba) e lasciato solo da tutti (costretto finanche a leccare nel piatto il poco brodo lasciato dalla padrona di casa, cui deve la pigione), Strzemiński non si piega, fino alla tragica conclusione.
Rigoroso e attento nella ricostruzione dei fatti, forse verboso secondo lo stile della cinematografia dell’Est, nel film Wajda omaggia chi, pur nel bisogno, continua la sua lotta verso la libertà di pensiero anche a costo dell’estremo sacrificio, dandoci un’ultima lezione di vita.